# Camp Walker
Camp Walker (en coreano: 캠프 워커) es una base militar estadounidense en Daegu, Corea del Sur. Recibió su nombre en 1951 en honor al general Walton Walker, comandante del Octavo Ejército que murió en un accidente de jeep en diciembre de 1950 durante la guerra de Corea. Camp Walker, Camp Henry y Camp George son las tres bases militares estadounidenses en Daegu, parte de la guarnición del ejército estadounidense en Daegu. El campamento se extiende sobre 94 acres (0 km²)   y contiene viviendas familiares militares para aproximadamente 360 familias militares y civiles. También en Camp Walker se encuentran la escuela secundaria Daegu Middle High School, una escuela DoDEA que atiende a estudiantes de 6.º a 12.º grado; el Exchange principal y el comisariato DeCA; el Camp Walker Army Lodge; el campo de golf Evergreen; el gimnasio y campo de atletismo Kelly; y varias escuelas familiares y Clubes de Moral, Bienestar y Recreación (FMWR).
La estación de metro más cercana es Hyeonchungno de Daegu Metro, ubicada en el lado noroeste de la base, afuera de la Puerta 6.

## Historia
El campamento se estableció originalmente como base del Ejército Imperial Japonés en 1921 durante el período imperial japonés. Posteriormente se construyó un aeródromo en la base.

## Guerra de Corea
Durante la guerra de Corea, la USAF designó el aeródromo como K-37 o Base Aérea Taegu Oeste. La pista fue mejorada con una superficie de asfalto de 4335 pies (1321,3 m) por 140 pies (42,7 m) de instalación.
El Destacamento F del 3er Escuadrón de Rescate Aéreo de la USAF, que operaba con Sikorsky H-5 y posteriormente con Sikorsky H-19, estuvo basado en K-37 desde enero a junio de 1951. Un H-5 permaneció en K-37 mientras el resto de la unidad avanzó hacia K-16.
El 2 de febrero de 1951, el H-5G #48-0530 fue dado de baja en un accidente 8 millas (12,9 km) al oeste de K-37.

## Posguerra
Las viviendas del Departamento de Defensa se abrieron en la base en 1959.
El aeródromo H-805 fue desmantelado como zona de aterrizaje y rediseñado como área de estacionamiento masivo para los numerosos contratistas que trabajan en el Área IV.